# マイク・ダントーニ
マイケル・アンドリュー・ダントーニ（Michael Andrew D'Antoni, 1951年5月8日 - ）はアメリカ合衆国・ウェストバージニア州マレンズ出身の元プロバスケットボール選手、指導者。NBAではデンバー・ナゲッツ、フェニックス・サンズ、ニューヨーク・ニックス、ロサンゼルス・レイカーズ、ヒューストン・ロケッツでヘッドコーチを務め、2020-21シーズンからブルックリン・ネッツでアシスタントコーチを務める。選手時代はNBAのほかイタリアでもプレイしており、アメリカ合衆国とイタリアの国籍を持っている。イタリア式ラン&ガンオフェンスの指導者として知られる。

## 選手プロフィール
ポジションはポイントガード。身長191cm、84kg。カンザス大学出身。

### NBA・ABAキャリア
1973年のNBAドラフトにてカンザスシティ・オマハ・キングスから2巡目指名を受けてNBA入りを果たす。ルーキーシーズンは4.8得点2.4アシストの成績を残し、オールルーキーセカンドチームに選ばれている。キングスでは3シーズンプレイし、その後はABAのスピリッツ・オブ・セントルイス、再びNBAに戻ってサンアントニオ・スパーズを渡り歩いた。NBA、ABAでは4シーズンプレイし、通算成績は180試合の出場で3.4得点2.0アシストだった。

### イタリアへ
1978年を最後にダントーニはイタリアへ渡る。イタリアリーグのオリンピア・ミラノと契約したダントーニは、このイタリアを代表する強豪チームで、1990年までの13年間プレイすることになる。
アメリカでは開花しなかったダントーニの才能は、ミラノの地で大きく花開いた。ダントーニに率いられ、チームはイタリアリーグを5回、イタリア・カップを2回、そして1987年と1988年の欧州チャンピオンズカップ（現ユーロリーグ）など、数々のタイトルを制覇した。
13年間のプレイで通算455試合出場、通算5573得点、通算1140アシスト、平均2.5アシストは、いずれもオリンピア・ミラノのチーム記録である。
イタリア国籍も取得したダントーニは、1989年にイタリア代表として欧州選手権にも出場している。
スティールが得意だったことから、地元ファンからは『アルセーヌ・ルパン』の愛称で親しまれた。そんなファンの中で彼に憧れ、後にNBAのスーパースターに上り詰めたのが、当時イタリアに住んでいたコービー・ブライアントである。
イタリアバスケット界のスターとなったダントーニは、1990年にはリーグ史上最高のポイントガードに選ばれ、現役から退いて18年後の2008年には『ユーロリーグ史上の偉大な50人の貢献者』に選ばれている。

## ヘッドコーチキャリア

### イタリア
1990年に現役を退いたダントーニは、そのままミラノのヘッドコーチに就任し、1994年まで務めた。1993年にはチームをKorac Cupのタイトルに導いている。1994年からはイタリアのもう一つの強豪チーム、パッラカネストロ・トレヴィーゾのコーチ職に就き、1997年にはイタリアリーグの優勝に導いた。イタリアリーグでは1990年から1998年までの8年間コーチを務めたが、2度の最優秀コーチ賞に選ばれている。

### 凱旋と挫折
イタリアでコーチとしての評価も固めたダントーニは、満を持して母国アメリカに凱旋することになる。NBAで最初にヘッドコーチに就いたのはデンバー・ナゲッツだった。1998-99シーズンからナゲッツを率いたが、ロックアウトで50試合に短縮されたこのシーズンは、14勝36敗と奮わず、ダントーニは1シーズンのみ指揮しただけですぐさま解雇された。出鼻をくじかれたダントーニは、その後はサンアントニオ・スパーズのスカウト職とポートランド・トレイルブレイザーズのアシスタントコーチを経て、イタリアに舞い戻ることになる。
再びパッラカネストロ・トレヴィーゾのヘッドコーチに収まったダントーニは、2001-02シーズンにチームをリーグ優勝に導いた。この時トレヴィーゾには多くの元NBAスター選手が在籍しており、彼らを指揮したことがダントーニにとっては大きな経験となった。そして2002年から再びアメリカに渡り、フェニックス・サンズのアシスタントコーチに就いた。

### フェニックス・サンズ
サンズでのキャリアはダントーニの名をアメリカバスケットボール界に轟かせると共に、イタリア式ラン＆ガンオフェンスの旋風を巻き起こすことになる。
2003-04シーズン中フランク・ジョンソンHCが解雇され、ダントーニはヘッドコーチに昇格した。ダントーニは残りの61試合を率いたが、21勝40敗と振るわなかった。ダントーニはナゲッツ時代のような即刻解雇は免れたが、彼の標榜するラン＆ガンオフェンスを実現するためには、優秀な司令塔が必要だった。ダントーニはチームフロントと共にチーム再編に乗り出す。
そしてサンズはFAだったスティーブ・ナッシュを得た。ナッシュの巧みなオフェンス展開と優れたシュート力は、ダントーニの理想とする司令塔だった。ダントーニはさらにパワーフォワードのアマーレ・スタウダマイアーをセンターに、スモールフォワードのショーン・マリオンをパワーフォワードに据えることで、走れるチーム造りを行った。オフの間に強力なオフェンシブチームに生まれ変わったサンズは、いよいよリーグを席巻する。
2003-04シーズン、29勝53敗に終わったサンズは2004-05シーズン、勝ち星を倍以上に延ばす62勝20敗の大躍進を遂げた。ナッシュはMVPを獲得、そしてダントーニは最優秀コーチ賞に選ばれた。サンズの成功は周囲を驚かせると共に、ディフェンシブなチーム造りが中心となりロースコアゲームが展開されるリーグの傾向を変える切っ掛けにもなった。プレーオフではカンファレンス決勝まで勝ち進むも、ディフェンシブなチームの代表格であるサンアントニオ・スパーズの前に敗退する。この結果「ラン＆ガンではプレーオフを勝ち抜けない」という批判も出てくるが、ダントーニは自身の理念を曲げることはなかった。
翌2005-06シーズン、チームはオフの戦力流出やアマーレ・スタウダマイアーの故障などで苦境に立たされた。しかしダントーニが戦力の穴埋めとして獲得したラジャ・ベルやボリス・ディアウはシーズン中に大きく成長し、特に本来はスモールフォワードのディアウをスタウダマイアーの代わりにセンターに起用したことが適中し、サンズは54勝28敗と大きく崩れることはなかった。
翌2006-07シーズンにはスタウダマイアーが復活し、チームは61勝21敗の好成績を収めるが、プレーオフではナッシュの負傷やスタウダマイアー、ディアウの出場停止処分など数々の不幸が襲い、スパーズに再び敗れる。
大躍進を遂げてから4年目の2007-08シーズン、そろそろ大きな結果を出さなければならなくなったサンズとダントーニは、オフにはベテランのグラント・ヒルを、そしてシーズン中には大物センターシャキール・オニールを獲得し、勝負に出た。オニールの代償としてサンズはショーン・マリオンを失った。「走れないセンター」のオニール獲得はダントーニの方針に反することだったが、インサイドの強化のため苦渋の決断だった。プレーオフ1回戦ではまたもやスパーズと対戦。オニール獲得は対スパーズ戦も意識したことだったが、スパーズのサンズ対策は万全で、ダントーニのチームは為す術なく散った。
4シーズン連続でリーグトップクラスの勝率を収めながら、いずれもプレーオフ途中敗退したことは、ダントーニ体制の限界とも捉えられた。シーズン終了後スティーブ・カーGMはダントーニの方針に疑問を持つようになり、そしてついにダントーニはサンズのヘッドコーチから退くことになった。

### ニューヨーク・ニックス
優勝できなかったとは言え、サンズをリーグを代表する強豪に育て上げたダントーニには多くのチームが興味を示した。シカゴ・ブルズ、トロント・ラプターズなどがダントーニと接触したが、最終的にニューヨーク・ニックスのヘッドコーチに就くことになった。ニックスは極めて劣悪な環境で崩壊状態にあり、使い慣れたスタウダマイアーの獲得などで3年目の2010-2011シーズンにようやくプレーオフ進出を果たすが、ファーストラウンドでボストンにスイープされた。2011-2012シーズンは、前シーズン終盤に補強したカーメロ・アンソニー、シーズン前に補強したタイソン・チャンドラー、彗星の如く登場したジェレミー・リンの活躍が話題に上ったものの、勝率5割にも達しない状況で、シーズン24試合を残しニックスから去ることになった。

### ロサンゼルス・レイカーズ
オフ中にドワイト・ハワード、スティーブ・ナッシュなどを獲得し、大型補強に成功したにもかかわらず、プレシーズンを８連敗するなどしたマイク・ブラウンの後任として2012-2013シーズン途中で、ロサンゼルス・レイカーズのヘッドコーチとなった。2013-14シーズンは主力の故障で成績を大きく落としついに8年続いていたプレーオフ出場が途切れ、2014年4月30日辞任した

### フィラデルフィア・セブンティシクサーズ
2015年12月18日、フィラデルフィア・セブンティシクサーズのアソシエイト・ヘッドコーチに就いた。

### ヒューストン・ロケッツ
2016年5月26日、ヒューストン・ロケッツのヘッドコーチに就任。1年目の2016-17シーズンは、55勝27敗の好成績を残し、2度目のNBA最優秀コーチ賞を受賞した。
2020年9月13日、契約満了に伴いヘッドコーチを退任した。

## 個人成績

### NBA / ABA

#### レギュラーシーズン
class="wikitable sortable" style="font-size:95%; text-align:right;"
| シーズン    | チーム      | GP  | MPG  | FG%  | 3P%  | FT%   | RPG | APG | SPG | BPG | PPG |
| ----------- | ----------- | --- | ---- | ---- | ---- | ----- | --- | --- | --- | --- | --- |
| 1973–74     | KCO/ KCK    | 52  | 19.0 | .402 | -    | .702  | 1.8 | 2.4 | 1.4 | .3  | 4.8 |
| 1974–75     | KCO/ KCK    | 67  | 11.3 | .399 | -    | .778  | 1.1 | 1.6 | 1.0 | .2  | 2.5 |
| 1975–76     | KCO/ KCK    | 9   | 11.2 | .259 | -    | 1.000 | 1.6 | 1.8 | 1.1 | .0  | 1.8 |
| 1975–76     | SSL         | 50  | 16.0 | .475 | .000 | .731  | 1.5 | 2.3 | 1.3 | .3  | 3.5 |
| 1976–77     | SAS         | 2   | 4.5  | .333 | -    | .500  | 1.0 | 1.0 | .0  | .0  | 1.5 |
| NBA通算     | NBA通算     | 130 | 14.3 | .392 | -    | .736  | 1.4 | 1.9 | 1.2 | .2  | 3.3 |
| ABA/NBA通算 | ABA/NBA通算 | 180 | 14.8 | .414 | .000 | .735  | 1.5 | 2.0 | 1.2 | .2  | 3.4 |

#### プレーオフ
class="wikitable sortable" style="font-size:95%; text-align:right;"
| シーズン | チーム | GP | MPG  | FG%  | FT%   | RPG | APG | SPG | BPG | PPG |
| -------- | ------ | -- | ---- | ---- | ----- | --- | --- | --- | --- | --- |
| 1976     | KCO    | 4  | 10.5 | .500 | 1.000 | 1.8 | .3  | 1.0 | .3  | 4.5 |

## ヘッドコーチ成績
| チーム | シーズン | G     | W   | L   | W–L% | シーズン結果        | PG  | PW | PL | PW–L% | 最終結果                 |
| ------ | -------- | ----- | --- | --- | ---- | ------------------- | --- | -- | -- | ----- | ------------------------ |
| DEN    | 1998–99  | 50    | 14  | 36  | .280 | ミッドウェスト6位   | —   | —  | —  | —     | プレーオフ不出場         |
| PHX    | 2003–04  | 61    | 21  | 40  | .344 | パシフィック6位     | —   | —  | —  | —     | プレーオフ不出場         |
| PHX    | 2004–05  | 82    | 62  | 20  | .756 | パシフィック1位     | 15  | 9  | 6  | .600  | カンファレンス決勝敗退   |
| PHX    | 2005–06  | 82    | 54  | 28  | .659 | パシフィック1位     | 20  | 10 | 10 | .500  | カンファレンス決勝敗退   |
| PHX    | 2006–07  | 82    | 61  | 21  | .744 | パシフィック1位     | 11  | 6  | 5  | .545  | カンファレンス準決勝敗退 |
| PHX    | 2007–08  | 82    | 55  | 27  | .671 | パシフィック2位     | 5   | 1  | 4  | .200  | 1回戦敗退                |
| NYK    | 2008–09  | 82    | 32  | 50  | .390 | アトランティック5位 | —   | —  | —  | —     | プレーオフ不出場         |
| NYK    | 2009–10  | 82    | 29  | 53  | .354 | アトランティック3位 | —   | —  | —  | —     | プレーオフ不出場         |
| NYK    | 2010–11  | 82    | 42  | 40  | .512 | アトランティック2位 | 4   | 0  | 4  | .000  | 1回戦敗退                |
| NYK    | 2011–12  | 42    | 18  | 24  | .429 | (辞任)              | —   | —  | —  | —     | —                        |
| LAL    | 2012–13  | 72    | 40  | 32  | .556 | パシフィック3位     | 4   | 0  | 4  | .000  | 1回戦敗退                |
| LAL    | 2013–14  | 82    | 27  | 55  | .329 | パシフィック5位     | —   | —  | —  | —     | プレーオフ不出場         |
| HOU    | 2016–17  | 82    | 55  | 27  | .671 | サウスウェスト2位   | 11  | 6  | 5  | .545  | カンファレンス準決勝敗退 |
| HOU    | 2017–18  | 82    | 65  | 17  | .793 | サウスウェスト1位   | 17  | 11 | 6  | .647  | カンファレンス決勝敗退   |
| HOU    | 2018–19  | 82    | 53  | 29  | .646 | サウスウェスト1位   | 11  | 6  | 5  | .545  | カンファレンス準決勝敗退 |
| HOU    | 2019–20  | 72    | 44  | 28  | .611 | サウスウェスト1位   | 12  | 5  | 7  | .417  | カンファレンス準決勝敗退 |
| 通算   | 通算     | 1,199 | 672 | 527 | .560 |                     | 110 | 54 | 56 | .491  |                          |

## 指導方針
ダントーニと言えばラン＆ガンオフェンスである。その超攻撃的なスタイルはボールを保持してから7秒以内にシュートを打つというものであり、またスリーポイントシュートなどのロングシュートを多用している。彼のオフェンス重視指向は選手たちには好意的に受け入れられており、またオフェンスが大好きな選手しか集められていないのも彼のチームの特徴であり、走れる選手を中心としたスモールラインアップを採用している。また通常試合中のローテーションは10人程度で回すが、ダントーニの場合は7～8人程度と非常に少人数でローテーションを支えている。ラン＆ガンはただでさえ選手の肉体を酷使するため、このローテーション方法に疑問を持つ声も少なからずあがっている、
またディフェンスは二の次であり、この方針には「プレーオフでは勝ち抜けない」という批判もある。